# Bandurove, Haivoron
Bandurove (în ucraineană Бандурове) este o comună în raionul Haivoron, regiunea Kirovohrad, Ucraina, formată numai din satul de reședință.

## Demografie
Componența lingvistică a comunei Bandurove
     Ucraineană (98,48%)
     Rusă (1,21%)
     Alte limbi (0,2%)
Conform recensământului din 2001, majoritatea populației comunei Bandurove era vorbitoare de ucraineană (98,48%), existând în minoritate și vorbitori de rusă (1,21%).